# Liga Nacional de Nueva Zelanda 1993
La Liga Nacional de Nueva Zelanda 1993 fue la vigesimacuarta edición de la antigua primera división del país y primera edición del formato de la Superclub League, que remplazó a la National League. Se disputaron tres ligas regionales, luego una nacional y finalmente el campeón se decidió mediante playoffs, al contrario del sistema de todos contra todos que imperó hasta 1992.  El torneo lo ganó el Napier City Rovers, siendo su segundo título en el campeonato.

## Fase regional

### Northern League
| Pos | Equipo                      | PJ | G  | E | P  | GF | GC | Dif | Pts |
| --- | --------------------------- | -- | -- | - | -- | -- | -- | --- | --- |
| 1   | Waitakere City FC           | 18 | 13 | 3 | 2  | 58 | 15 | 43  | 42  |
| 2   | Waikato United              | 18 | 11 | 5 | 2  | 45 | 19 | 26  | 38  |
| 3   | North Shore United          | 18 | 12 | 2 | 4  | 34 | 22 | 12  | 38  |
| 4   | University-Mount Wellington | 18 | 8  | 5 | 5  | 31 | 28 | 3   | 29  |
| 5   | Central United              | 18 | 8  | 4 | 6  | 34 | 34 | 0   | 28  |
| 6   | Mount Albert-Ponsonby       | 18 | 7  | 4 | 7  | 29 | 32 | -3  | 25  |
| 7   | Oratia United               | 18 | 5  | 4 | 9  | 23 | 30 | -7  | 19  |
| 8   | Manurewa                    | 18 | 4  | 2 | 12 | 23 | 51 | -28 | 14  |
| 9   | Papatoetoe                  | 18 | 2  | 4 | 12 | 19 | 35 | -16 | 10  |
| 10  | Mount Maunganui             | 18 | 2  | 3 | 13 | 22 | 52 | -30 | 9   |

### Central League
| Pos | Equipo                 | PJ | G  | E | P  | GF | GC | Dif | Pts |
| --- | ---------------------- | -- | -- | - | -- | -- | -- | --- | --- |
| 1   | Napier City Rovers     | 18 | 13 | 4 | 1  | 58 | 16 | 42  | 43  |
| 2   | Wanganui East Athletic | 18 | 10 | 6 | 2  | 52 | 27 | 25  | 36  |
| 3   | Wellington Olympic     | 18 | 10 | 4 | 4  | 47 | 26 | 21  | 34  |
| 4   | Miramar Rangers        | 18 | 8  | 9 | 1  | 28 | 19 | 9   | 33  |
| 5   | Nelson United          | 18 | 9  | 1 | 8  | 28 | 36 | -6  | 28  |
| 6   | Wellington United      | 18 | 7  | 4 | 7  | 36 | 35 | 1   | 25  |
| 7   | Lower Hutt City        | 18 | 7  | 3 | 8  | 29 | 36 | -7  | 24  |
| 8   | Petone                 | 18 | 4  | 3 | 11 | 28 | 39 | -11 | 15  |
| 9   | New Plymouth Rangers   | 18 | 2  | 1 | 15 | 19 | 53 | -34 | 7   |
| 10  | Waterside Karori       | 18 | 1  | 3 | 14 | 23 | 61 | -38 | 6   |

### Southern League
| Pos | Equipo                 | PJ | G  | E | P  | GF | GC | Dif | Pts |
| --- | ---------------------- | -- | -- | - | -- | -- | -- | --- | --- |
| 1   | Roslyn Wakari          | 18 | 14 | 3 | 1  | 45 | 10 | 35  | 45  |
| 2   | Rangers                | 18 | 12 | 5 | 1  | 40 | 10 | 30  | 41  |
| 3   | Christchurch Technical | 18 | 9  | 5 | 4  | 37 | 22 | 15  | 32  |
| 4   | Halswell United        | 18 | 8  | 6 | 4  | 31 | 20 | 11  | 30  |
| 5   | Woolston WMC           | 18 | 8  | 3 | 7  | 32 | 24 | 8   | 27  |
| 6   | Green Island           | 18 | 6  | 4 | 8  | 29 | 33 | -4  | 22  |
| 7   | Dunedin Technical      | 18 | 6  | 1 | 11 | 13 | 37 | -24 | 19  |
| 8   | Burnside               | 18 | 5  | 1 | 12 | 25 | 39 | -14 | 16  |
| 9   | Christchurch United    | 18 | 5  | 1 | 12 | 19 | 39 | -20 | 16  |
| 10  | Western                | 18 | 1  | 3 | 14 | 13 | 50 | -37 | 6   |

## Fase nacional

### National League
| Pos | Equipo                 | PJ | G | E | P | GF | GC | Dif | Pts |
| --- | ---------------------- | -- | - | - | - | -- | -- | --- | --- |
| 1   | Waitakere City FC      | 7  | 5 | 1 | 1 | 15 | 7  | 8   | 16  |
| 2   | Napier City Rovers     | 7  | 5 | 0 | 2 | 17 | 10 | 7   | 15  |
| 3   | Waikato United         | 7  | 3 | 2 | 2 | 10 | 9  | 1   | 11  |
| 4   | North Shore United     | 7  | 3 | 1 | 3 | 12 | 12 | 0   | 10  |
| 5   | Roslyn Wakari          | 7  | 2 | 2 | 3 | 13 | 12 | 1   | 8   |
| 6   | Wellington Olympic     | 7  | 2 | 1 | 4 | 13 | 17 | -4  | 7   |
| 7   | Wanganui East Athletic | 7  | 2 | 1 | 4 | 6  | 14 | -8  | 7   |
| 8   | Rangers                | 7  | 1 | 2 | 4 | 7  | 12 | -5  | 5   |

### Playoffs

#### Semifinales
| 3 de octubre de 1993 | Waikato United | 0:1 | North Shore United | -, Hamilton |  |
|                      |                |     | Stevens            |             |  |

| 3 de octubre de 1993 | Waitakere City             | 4:1 | Napier City Rovers | -, Waitakere |  |
|                      | McClennan · Gray · Dawnkis |     | Fletcher           |              |  |

#### Final preliminar
| 10 de octubre de 1993 | Napier City Rovers | 1:0 | North Shore United | -, Napier |  |

#### Final
| 17 de octubre de 1993 | Waitakere City               | 3:4 (t. s.) | Napier City Rovers              | Bill McKinlay Park, Auckland |  |
|                       | En contra · Jorgensen · Gray |             | Whittington · Fletcher · Cotton |                              |  |

| Bandera de Nueva Zelanda             |
| Campeón Napier City Rovers 2º título |